# Diploon cuspidatum
Diploon cuspidatum är en tvåhjärtbladig växtart som först beskrevs av Frederico Carlos Hoehne, och fick sitt nu gällande namn av Arthur John Cronquist. Diploon cuspidatum ingår i släktet Diploon och familjen Sapotaceae. Inga underarter finns listade i Catalogue of Life.